# Birgit Emich
Birgit Emich (* 14. Mai 1967 in Jugenheim an der Bergstraße) ist eine deutsche Historikerin. Sie war von 2010 bis 2016 Inhaberin des Lehrstuhls für Geschichte der Frühen Neuzeit an der Universität Erlangen und lehrt seit Januar 2017 als Professorin für Geschichte der Frühen Neuzeit an der Universität Frankfurt am Main.

## Leben und Wirken
Birgit Emich studierte von 1986 bis 1992 Geschichte und Politikwissenschaft an der Universität Freiburg. In Freiburg wurde sie 1999 bei Wolfgang Reinhard promoviert mit der Arbeit Nepotismus und Behördenalltag. Politik, Verwaltung und Patronage unter Papst Paul V. (1605–1621). Studien zur frühneuzeitlichen Mikropolitik in Rom. Am Lehrstuhl von Wolfgang Reinhard in Freiburg war sie Wissenschaftliche Angestellte (1999/2000 und 2001/2002). Im Jahr 2002 erfolgte in Freiburg bei Reinhard die Habilitation mit einer Studie über die Integration des Herzogtums Ferrara in den Kirchenstaat. Für diese Arbeit erhielt sie 2003 den Akademiepreis der Heidelberger Akademie der Wissenschaften. Nach ihrer Habilitation war sie Heisenberg-Stipendiatin der Deutschen Forschungsgemeinschaft.
Sie hatte Lehrstuhlvertretungen in Freiburg (2002/2003 und 2004/2005), Münster (2007) und Dresden (2008). Von 2007 bis 2008 war sie Gastprofessorin am Max-Weber-Kolleg in Erfurt. Von April 2010 bis Dezember 2016 lehrte Emich als Professorin für Neuere Geschichte an der Friedrich-Alexander-Universität Erlangen-Nürnberg. Seit 1. Januar 2017 hat sie als Nachfolgerin von Luise Schorn-Schütte den Lehrstuhl für Geschichte der Frühen Neuzeit an der Goethe-Universität Frankfurt am Main inne. Zum Sommersemester 2017 nahm sie dort ihre Lehrtätigkeit auf. Seit 2023 ist Emich Mitglied der Berlin-Brandenburgischen Akademie der Wissenschaften.
Ihre Forschungsschwerpunkte sind die Politik- und Verwaltungsgeschichte in kulturalistischer Perspektive, die Reformation und Konfessionskulturen und die Kulturgeschichte des Papsttums. Seit dem Wintersemester 2020 leitet sie gemeinsam mit Dorothea Weltecke die Weltecke die DFG-Kollegforschungsgruppe „Polyzentrik und Pluralität vormoderner Christentümer“ – „Polycentricity and Plurality of Premodern Christianities“ (POLY). Die Forschungsgruppe beschäftigt sich mit mittelalterlichen und frühneuzeitlichen Formen des Christentums. Sie ist Mitglied des Herausgebergremiums des Archivs für Reformationsgeschichte und der Zeitschrift für Historische Forschung. Sie ist Mitglied der Vereinigung für Verfassungsgeschichte. Seit 2018 gehört Birgit Emich dem Wissenschaftlichen Beirat der Gerda Henkel Stiftung an, seit 2025 ist sie dessen Vorsitzende.

## Schriften (Auswahl)
Monographien
- Geschichte der Frühen Neuzeit studieren (= UTB. Bd. 2709). 2., völlig überarbeitete Auflage. UVK Verlag, München 2019, ISBN 978-3-8252-4768-3.
- Bürokratie und Nepotismus unter Paul V. (1605–1621). Studien zur frühneuzeitlichen Mikropolitik in Rom (= Päpste und Papsttum. Bd. 30). Hiersemann, Stuttgart 2001, ISBN 3-7772-0121-9 (Zugleich: Freiburg (Breisgau), Universität, Dissertation, 1999: Nepotismus und Behördenalltag) (Rezension).
- Territoriale Integration in der Frühen Neuzeit. Ferrara und der Kirchenstaat. Böhlau, Köln u. a. 2005, ISBN 3-412-12705-1 (Zugleich: Freiburg (Breisgau), Universität, Habilitations-Schrift, 2002).

Herausgeberschaften
- mit Christian Wieland: Kulturgeschichte des Papsttums in der Frühen Neuzeit (= Zeitschrift für Historische Forschung. Beiheft. Bd. 48). Duncker & Humblot, Berlin 2013, ISBN 978-3-428-14047-3.
- mit Dirk Niefanger, Dominik Sauerer, Georg Seiderer: Wallenstein. Mensch – Mythos – Memoria (= Historische Forschungen. Bd. 117). Duncker & Humblot, Berlin 2018, ISBN 3-428-15428-2.